# Kamenicika Skakavița, Kiustendil
Kamenicika Skakavița (în bulgară Каменичка Скакавица) este un sat în comuna Kiustendil, regiunea Kiustendil,  Bulgaria. 

## Demografie
Componența etnică a satului Kamenicika Skakavița
     Bulgari (96,51%)
     Nicio identificare (3,48%)
     Altele (0%)
La recensământul din 2011, populația satului Kamenicika Skakavița era de 86 locuitori. Din punct de vedere etnic, majoritatea locuitorilor (96,51%) erau bulgari. Pentru 3,48% din locuitori nu este cunoscută apartenența etnică.